# Arne Lovén
Karl Arne Lovén, född 19 maj 1895 i Västanfors församling i Västmanlands län, död 3 oktober 1962 i Kalmar församling i Kalmar län, var en svensk läkare.
Arne Lovén, som var son till överingenjören Alfred Lovén och Thekla Waern, blev medicine licentiat vid Uppsala universitet 1924. Han var amanuens vid kirurgiska kliniken på Akademiska sjukhuset i Uppsala 1933–1936, biträdande lasarettsläkare i Östersund 1937–1939 och lasarettsläkare i Filipstad från 1940.
Han gifte sig 1923 med Elsa Melander-Lovén, född 1893 och död 1975, dotter till läroverksadjunkten Lorens Olof Melander och Pauline Lundström. Han var svärfar till Inga Bergfeldt. Han är begravd på Glömminge kyrkogård.